# Chung kết Cúp C1 châu Âu 1963
Trận chung kết Cúp C1 châu Âu năm 1963 là trận chung kết thứ tám của Cúp các đội vô địch bóng đá quốc gia châu Âu, ngày nay là UEFA Champions League. Đây là trận đầu giữa AC Milan của (Ý) và S.L. Benfica của (Bồ Đào Nha) trên sân vận động Wembley ở London vào ngày 22 tháng 5 1963. Với chiến thắng 2–1, AC Milan giành Cúp C1 châu Âu lần đầu tiên.

## Đường đến trận chung kết
| AC Milan         | AC Milan   | AC Milan | AC Milan | Vòng           | Benfica      | Benfica    | Benfica | Benfica |
| ---------------- | ---------- | -------- | -------- | -------------- | ------------ | ---------- | ------- | ------- |
| Đối thủ          | Tổng tỉ số | Lượt đi  | Lượt về  |                | Đối thủ      | Tổng tỉ số | Lượt đi | Lượt về |
| Union Luxembourg | 14–0       | 8–0 (H)  | 6–0 (A)  | Prelim. round  | Bye          | Bye        | Bye     | Bye     |
| Ipswich Town     | 4–2        | 3–0 (H)  | 1–2 (A)  | First round    | Norrköping   | 6–2        | 1–1 (A) | 5–1 (H) |
| Galatasaray      | 8–1        | 3–1 (A)  | 5–0 (H)  | Quarter-finals | Dukla Prague | 2–1        | 2–1 (H) | 0–0 (A) |
| Dundee           | 5–2        | 5–1 (H)  | 0–1 (A)  | Semi-finals    | Feyenoord    | 3–1        | 0–0 (A) | 3–1 (H) |

## Chi tiết trận đấu
| AC Milan          | 2–1 | Benfica     |
| ----------------- | --- | ----------- |
| Altafini 58', 66' |     | Eusébio 18' |

| AC Milan | Benfica |

| A.C. MILAN:                                   |    |                     |
|                                               |    |                     |
| TM                                            | 1  | Giorgio Ghezzi      |
| HV                                            | 2  | Mario David         |
| HV                                            | 3  | Mario Trebbi        |
| HV                                            | 4  | Victor Benitez      |
| HV                                            | 5  | Cesare Maldini (ĐT) |
| HV                                            | 6  | Giovanni Trapattoni |
| TV                                            | 8  | Dino Sani           |
| TV                                            | 10 | Gianni Rivera       |
| TĐ                                            | 7  | Gino Pivatelli      |
| TĐ                                            | 9  | José Altafini       |
| TĐ                                            | 11 | Bruno Mora          |
| Huấn luyện viên:                              |    |                     |
| Nereo Rocco Trợ lý trọng tài Trọng tài thứ tư |    |                     |

| SL BENFICA:      |    |                    |
|                  |    |                    |
| TM               | 1  | Costa Pereira      |
| HV               | 2  | Domiciano Cávem    |
| HV               | 3  | Raúl Machado       |
| HV               | 4  | Fernando Cruz      |
| HV               | 5  | Humberto Fernandes |
| HV               | 6  | Mário Coluna (ĐT)  |
| TV               | 8  | Joaquim Santana    |
| TV               | 10 | Eusébio            |
| TĐ               | 7  | José Augusto       |
| TĐ               | 9  | José Torres        |
| TĐ               | 11 | António Simões     |
| Huấn luyện viên: |    |                    |
| Fernando Riera   |    |                    |